# Spencer Breslin
Spencer Breslin (Nueva York, 18 de mayo de 1992) es un actor y músico estadounidense. Es hermano de Abigail Breslin.

## Biografía
Breslin nació en la ciudad de Nueva York. Es hijo de Kim, una gerente de personal, y Michael Breslin, un experto en telecomunicaciones. Spencer es el hermano mayor de Abigail Breslin (nacida en 1996) y el hermano pequeño de Ryan Breslin.
Spencer ha participado en diversas películas, tanto infantiles como de humor, entre ellas: You Wish!, The Santa Clause 2, The Santa Clause 3, The Cat in the Hat/El gato, The Shaggy Dog, Raising Helen, Zoom, Nieve en California y The Kid.

## Filmografía
| Año  | Película                                 | Personaje                                   | Notas                                           |
| ---- | ---------------------------------------- | ------------------------------------------- | ----------------------------------------------- |
| 1999 | La tormenta del siglo                    | Donny "The Little Boy" Veals                |                                                 |
| 2000 | The Kid                                  | Rusty Duritz                                |                                                 |
| 2000 | Meet the Parents                         | Niño pequeño                                |                                                 |
| 2000 | The Ultimate Christmas Present           | Joey Thompson                               |                                                 |
| 2002 | Return to Never Land                     | Cubby                                       | Voz                                             |
| 2002 | The Santa Clause 2                       | Curtis                                      |                                                 |
| 2003 | The Cat in the Hat                       | Conrad                                      |                                                 |
| 2003 | You Wish!                                | Stevie Lansing / Terrence Russell McCormack |                                                 |
| 2004 | Ozzie                                    | N/A                                         |                                                 |
| 2004 | Raising Helen                            | Henry Davis                                 |                                                 |
| 2004 | The Princess Diaries 2: Royal Engagement | Príncipe Jacques                            |                                                 |
| 2004 | Wonderfalls                              | Peter Johnson                               | Serie de televisión, 1 episodio: "Lovesick Ass" |
| 2005 | Link Goes to New York                    | N/A                                         | Voz                                             |
| 2006 | Zoom                                     | Tucker William / MegaBoy                    |                                                 |
| 2006 | The Santa Clause 3: The Escape Clause    | Curtis                                      |                                                 |
| 2006 | The Shaggy Dog                           | Josh Douglas                                |                                                 |
| 2008 | Harold                                   | Harold Reynolds                             |                                                 |
| 2008 | The Happening                            | Josh                                        |                                                 |
| 2009 | Bones                                    | Clinton Gilmore                             | Serie de televisión                             |
| 2010 | Dear Eleanor                             | N/A                                         |                                                 |
| 2011 | Born To Race                             | Max                                         |                                                 |
| 2012 | Perfect Sisters                          | Primo Derek                                 |                                                 |
| 2013 | Stuck in Love                            | Amigo de Rusty                              |                                                 |
| 2024 | Darkness of Man                          | Chris                                       |                                                 |